# Opportunity (łazik)
Opportunity, znana również pod nazwą MER-B (Mars Exploration Rover-B) – bezzałogowa misja na Marsa, której celem było przeprowadzenie badań geologicznych planety. Misja była realizowana przez JPL NASA. Misja rozpoczęła się w dniu lądowania pojazdu na Marsie, czyli 25 stycznia 2004 roku i została pierwotnie zaplanowana na 90 marsjańskich dni. Była ona jednak wielokrotnie przedłużana i trwała do 13 lutego 2019 roku. W sierpniu 2014 roku łazik ustanowił rekord odległości przebyty przez pojazd kołowy poza Ziemią. Łącznie pojazd pokonał dystans ponad 40 km. Poprzedni rekord przebytej odległości należał do radzieckiego łazika Łunochod 2, który wylądował na Księżycu 15 stycznia 1973 roku. Do 10 czerwca 2018 roku pojazd funkcjonował na powierzchni Marsa 5111 marsjańskich dni i przebył dystans 45,16 kilometra. NASA ogłosiła koniec misji łazika w lutym 2019 roku, po tym jak w czerwcu 2018 roku przestał wysyłać sygnały, w związku z awarią, jaka miała miejsce podczas burzy piaskowej na Marsie.
Równocześnie z misją Opportunity, przeprowadzana była bliźniacza misja Spirit, znana pod oficjalną nazwą Mars Exploration Rover-A, w skrócie MER-A. Łazik Spirit przesłał ostatnie sygnały na Ziemię w marcu 2010 r.

## Przebieg misji

### Lądowanie i pierwsze badania

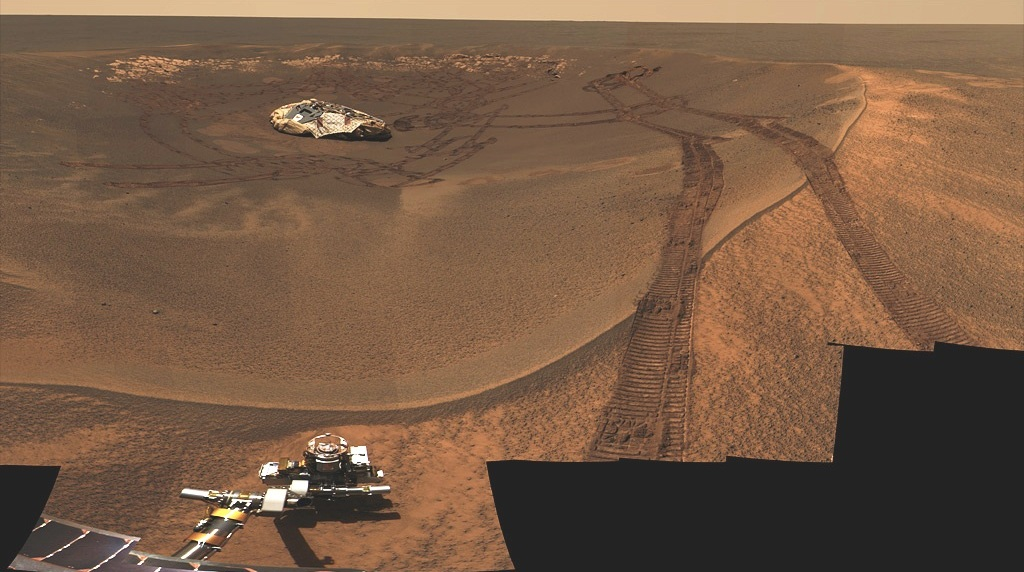
Panorama miejsca lądowania, krateru „Orzeł”

Pojazd miał wylądować na płaskim, pozbawionym formacji skalistych terenie, znanym jako Meridiani Planum. Lądownik zetknął się z powierzchnią planety 24 km od przewidzianego punktu i trafił w niewielki krater. Nazwano go później Kraterem Orła. Na podstawie przeprowadzonych badań istnieją przesłanki, że jest to krater pochodzenia wulkanicznego. Było to jednocześnie najciemniejsze miejsce w jakim dotychczas znalazł się jakiś marsjański próbnik.
Już w miejscu lądowania w Kraterze Orła łazik odnalazł liczne odsłonięcia skalne, których badaniem zajmował się przez pierwszy miesiąc. Następnie wyruszył w kierunku niedalekiego krateru Endurance o 130-metrowej średnicy. Pojazd okrążył krater i po wybraniu odpowiedniego miejsca wjechał do jego wnętrza, aby tam badać odsłonięte warstwy skalne, mimo obaw, że luźny materiał na dnie krateru nie pozwoli mu go opuścić. Badania krateru zajęły łazikowi ok. 180 marsjańskich dni.

Panorama krateru Endurance z widocznym polem wydm na dnie

Na początku 2005 roku Opportunity opuścił krater Endurance, odnajdując własną osłonę termiczną używaną przy wejściu w atmosferę, a w niewielkiej odległości od niej także pierwszy meteoryt odkryty na innej planecie. Następnie wyruszył na południe, w kierunku widocznych z orbity większych kraterów Erebus i Victoria. Pojazd kontynuował badania aż do 25 kwietnia 2005, kiedy to ugrzązł w piaszczystej wydmie. Tkwił tam niemal bez ruchu przez ponad miesiąc. Nie wykonano żadnego poważniejszego manewru w obawie o uszkodzenie mechanizmu napędowego. Po przeprowadzeniu symulacji oraz niewielkiego testu, pojazd uruchomiono ponownie 4 czerwca. Jak miało się okazać, nie był to ostatni tego typu problem.
Na przełomie 2005 i 2006 roku łazik badał płytki, zerodowany i częściowo zasypany pyłem krater Erebus. W międzyczasie nad równiną Meridiani przeszła burza piaskowa trwająca trzy dni, którą łazik przetrwał, ale dopiero prawie trzy tygodnie później wiatr oczyścił panele słoneczne na tyle, aby osiągnęły 80% wydajności. Niedługo potem jeden z silników wysięgnika z narzędziami geologicznymi odmówił posłuszeństwa, wskutek silnych wahań temperatury. Problem udało się rozwiązać, jednak od tamtej pory ramię wysięgnika składane było tylko podczas jazdy.

### Krater Victoria
Od września 2006 do sierpnia 2008 roku łazik prowadził badania krateru Victoria o średnicy 750 m, największego i najgłębszego z dotychczas napotkanych. W czerwcu 2007 roku na Marsie zaczął się sezon intensywnych burz piaskowych, sprawiając że oba łaziki misji MER uzyskiwały bardzo mało energii z paneli słonecznych. W sierpniu burze piaskowe osłabły i łazik Opportunity był w stanie przesłać nowe zdjęcia, a także podjąć dalszą wędrówkę. W listopadzie pojazd wjechał na wewnętrzne zbocze krateru.

Panorama krateru Victoria, mozaika złożona ze zdjęć wykonanych w 2006 roku

Na początku 2008 roku łazik kontynuował badania skał wewnątrz krateru; w międzyczasie pojawiły się kolejne problemy z wysięgnikiem, który ostatecznie został zablokowany w wysuniętej pozycji. W czerwcu łazik znalazł się w niebezpiecznej pozycji na nachylonym zboczu, kilkukrotnie ześlizgując się; ostatecznie w sierpniu wydostał się z krateru i zakończył jego badania. Pojazd wyruszył w dalszą drogę, kierując się ku nowemu celowi: odległemu o 12 kilometrów kraterowi Endeavour o średnicy 22 kilometrów. Obserwacje ze sztucznych satelitów krążących wokół Marsa wskazują, że znajdują się w nim odsłonięte sekwencje skał o wielokrotnie większej miąższości niż w kraterach Endurance i Victoria, których badania mogą znacznie poszerzyć naszą wiedzę o historii geologicznej planety, a także występują w nim minerały ilaste, które mogły uformować się w cieplejszym i wilgotniejszym okresie. Od 30 listopada do 13 grudnia 2008 r. Mars był w koniunkcji ze Słońcem, przez co komunikacja z łazikami była niemożliwa; w tym czasie Opportunity samodzielnie prowadził badania skały nazwanej „Santorini”.

### Krater Endeavour
Od sierpnia 2008 do sierpnia 2011 roku łazik podróżował przez równinę pomiędzy kraterami Victoria i Endeavour, napotykając mniejsze kratery, a także kilka meteorytów. W maju 2010 roku ustalono, że Opportunity musi pokonać dłuższą, 19-kilometrową drogę, aby ominąć potencjalnie niebezpieczne wydmy. 15 grudnia 2010 roku łazik dotarł do krateru Santa Maria o 90-metrowej średnicy, w marcu 2011 roku zakończył badania skał na jego krawędzi i podjął dalszą wędrówkę. 9 sierpnia 2011 roku, po przejechaniu 21 km od krateru Victoria, łazik Opportunity dotarł na krawędź krateru Endeavour. W sierpniu 2014 pojazd operował na zachodniej krawędzi krateru. Ten obszar dostarczył dowodów, że dawniej była tu woda o mniejszej kwasowości niż wewnątrz krateru Orzeł, gdzie łazik wylądował. 
27 lipca 2014 Opportunity przejechał 48 metrów, ale łączny przebieg wynosił już 40,25 km, ustanawiając nowy rekord przebyty poza Ziemią. Kiedy na początku roku 2014 łazik zbliżał się do tego rekordu, zespół opiekujący się pojazdem nazwał jeden z kraterów znajdujących się na zachodnim zboczu krateru Endeavour na cześć poprzedniego rekordzisty kraterem Łunochod 2 (średnicy 6 metrów). 24 marca 2015 roku łazik pokonał dystans biegu maratońskiego, docierając do kolejnego interesującego miejsca, nazwanego Doliną Maratonu. Obserwacje tego miejsca z orbity wskazują na obecność minerałów ilastych, które są otoczone przez strome zbocza z widocznymi różnymi warstwami skał. Na początku 2018 roku łazik realizował badania w Dolinie Wytrwałości (Perseverance Valley) na zachodniej krawędzi krateru Endeavour.

### Zakończenie misji
10 czerwca 2018 r., na skutek silnej ogólnoplanetarnej burzy piaskowej przesłaniającej niebo, zasilany  ogniwami słonecznymi  łazik przełączył się w stan niskiego poboru energii wyłączając większość urządzeń. Po stopniowym ustąpieniu burzy we wrześniu 2018 r. nie udało się z nim ponownie nawiązać kontaktu. 13 lutego 2019 r., po ostatnich próbach nawiązania łączności,  NASA uznała misję łazika za zakończoną.

## Główne osiągnięcia
Celem Opportunity było poszukiwanie, badanie i charakteryzowanie skał Marsa. Istotna była różnorodność zebranych próbek, co udało się osiągnąć. Na podstawie zebranych informacji można stawiać tezy odnośnie do prawdopodobnego niegdyś istnienia i cyrkulacji wody w stanie ciekłym na tej obecnie suchej planecie. Pojazd pozwolił także na zebranie danych dotyczących atmosfery Marsa, zaobserwował w niej chmury typu cirrus, oraz wykonał obserwacje astronomiczne niemożliwe do przeprowadzenia z Ziemi, jak obserwacje tranzytu księżyców Marsa na tle tarczy słonecznej.
W 2005 roku Opportunity natknął się na meteoryt żelazny Heat Shield Rock – pierwszy znaleziony na planecie innej niż Ziemia. W latach 2009 i 2010 znalazł kolejne meteoryty, m.in. Block Island, Shelter Island i Oileán Ruaidh.
Osiągnięcia i przebieg misji przedstawione zostały w filmie dokumentalnym pod tytułem Good Night Oppy.

## Nazwa „Opportunity”
Popularną nazwę misji „Opportunity” (z ang. – szansa, możliwość) oficjalnie ogłoszono 8 czerwca 2003 roku. Wyłoniono ją na drodze konkursu sponsorowanego przez NASA. Konkurs polegał na napisaniu eseju, a brali w nim udział uczniowie. Wygrała go pochodząca z Rosji, mieszkająca w Arizonie dziewięcioletnia Sofi Collins.

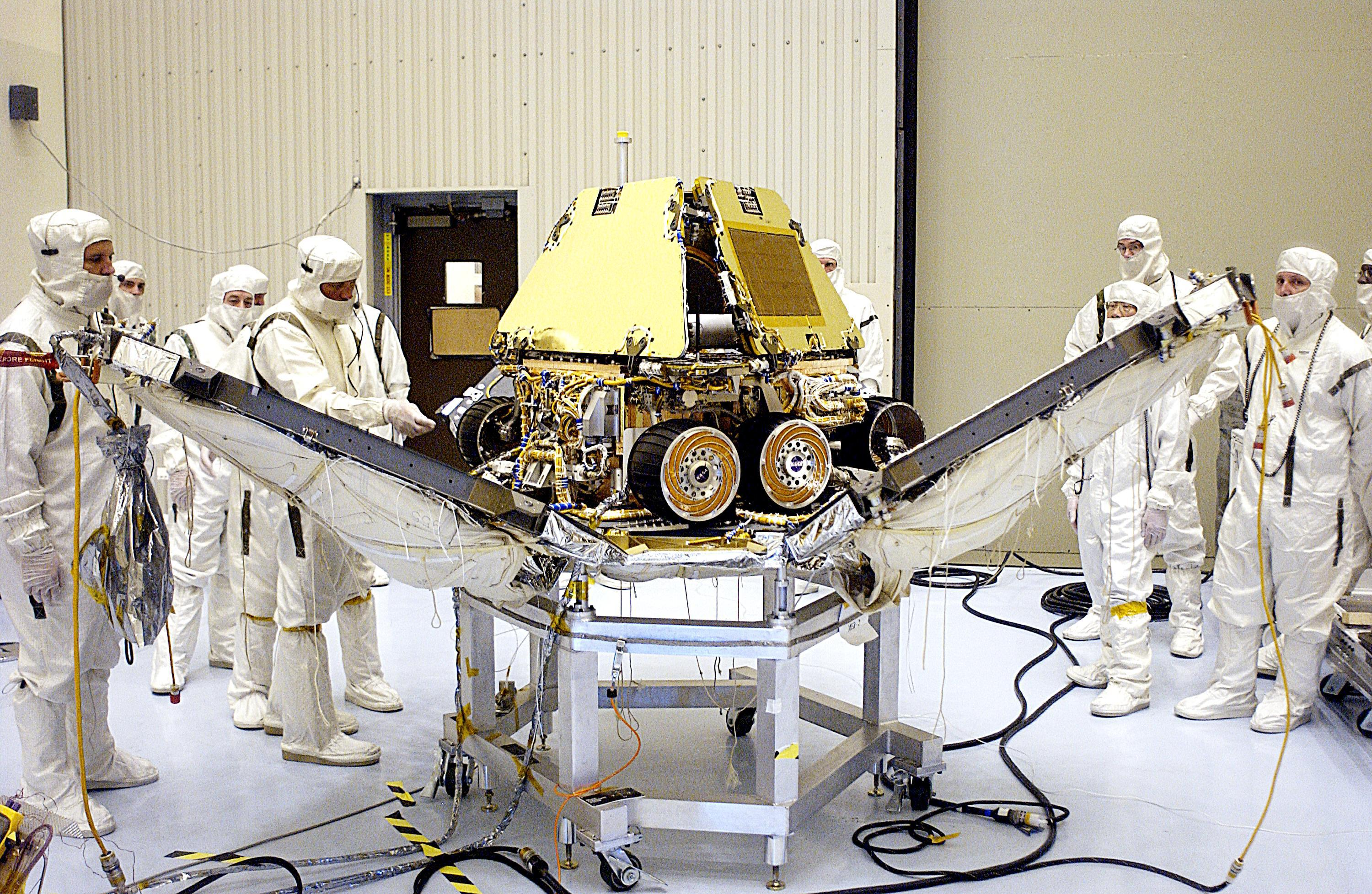
Test techniczny lądownika Opportunity w kwietniu 2003 roku
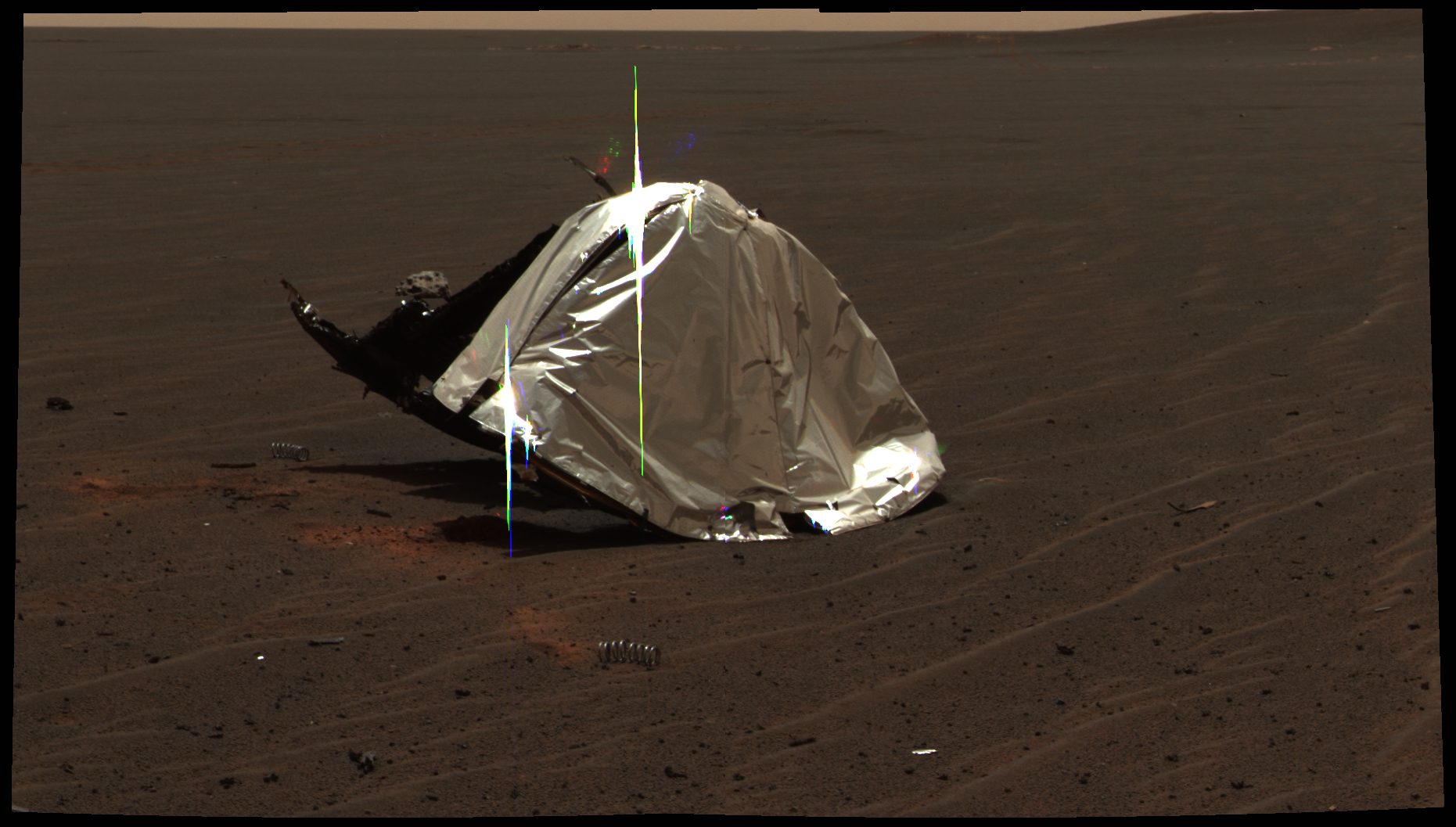
Odrzucona osłona termiczna lądownika, tuż za nią widoczny meteoryt Heat Shield Rock
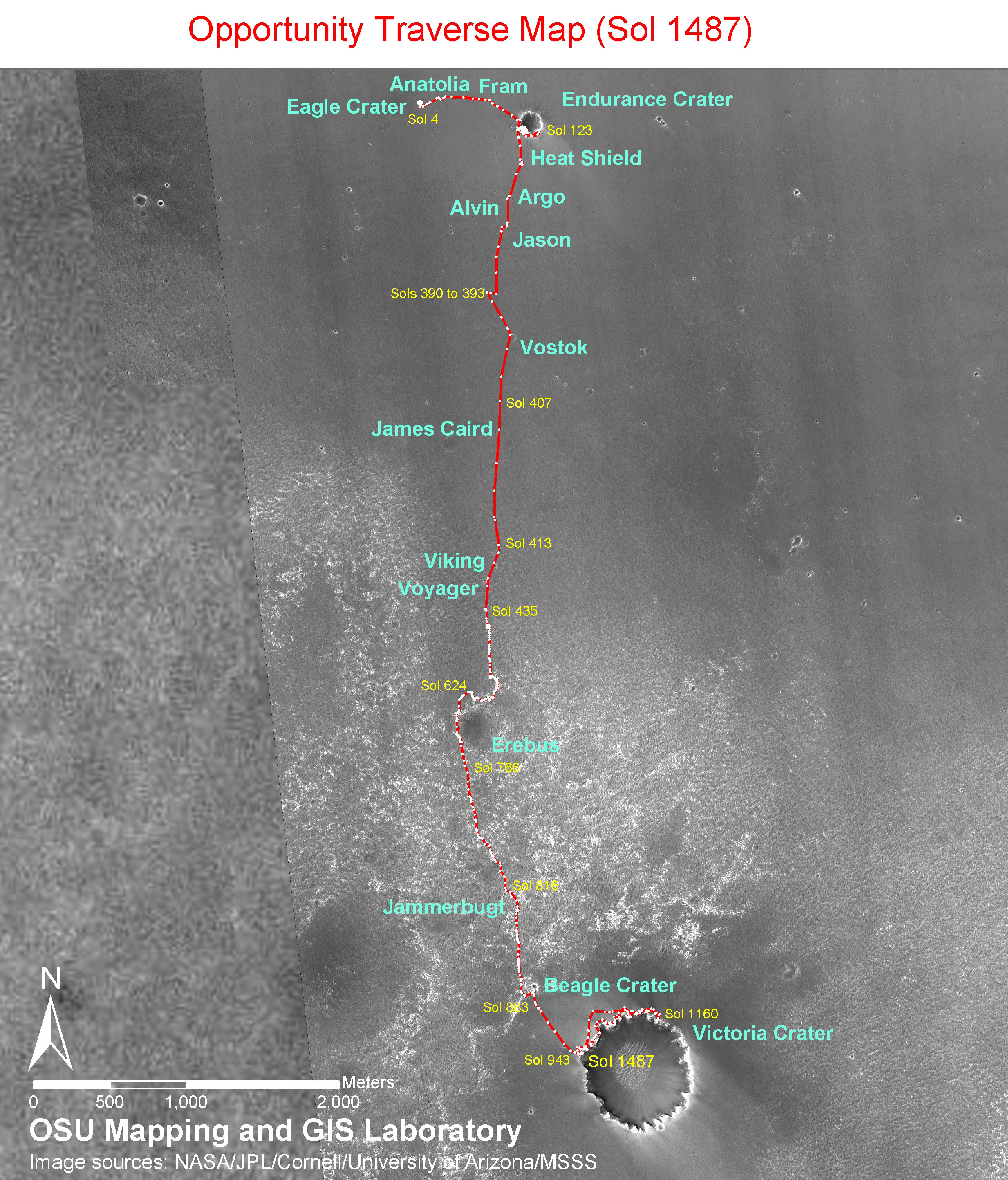
Trasa przebyta przez łazik Opportunity na powierzchni Marsa do 1487 dnia misji, do krateru Victoria
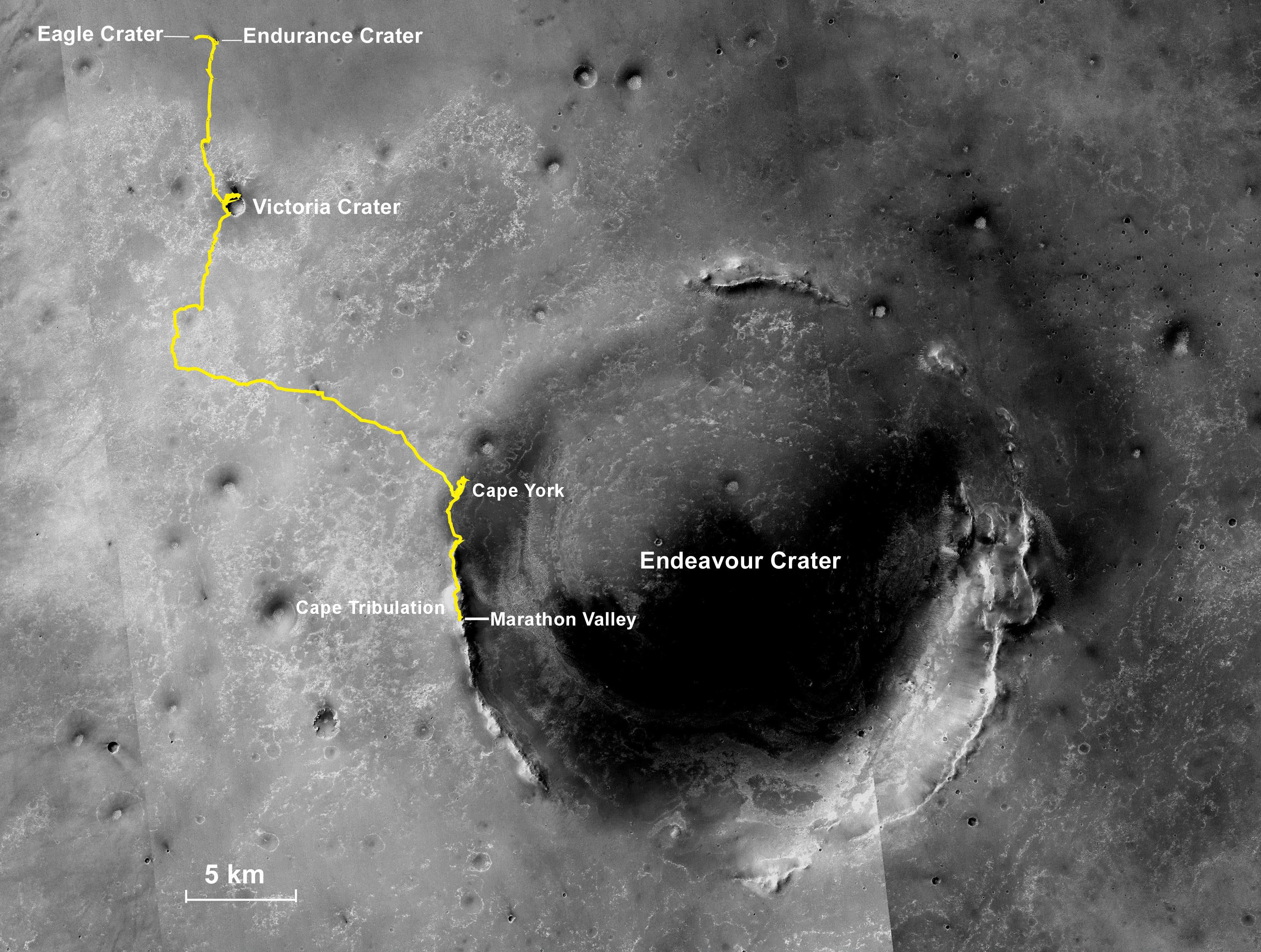
Trasa przebyta przez łazik Opportunity do sola 3968 (24 marca 2015), o długości przekraczającej dystans biegu maratońskiego